# Fundació Privada Kālida

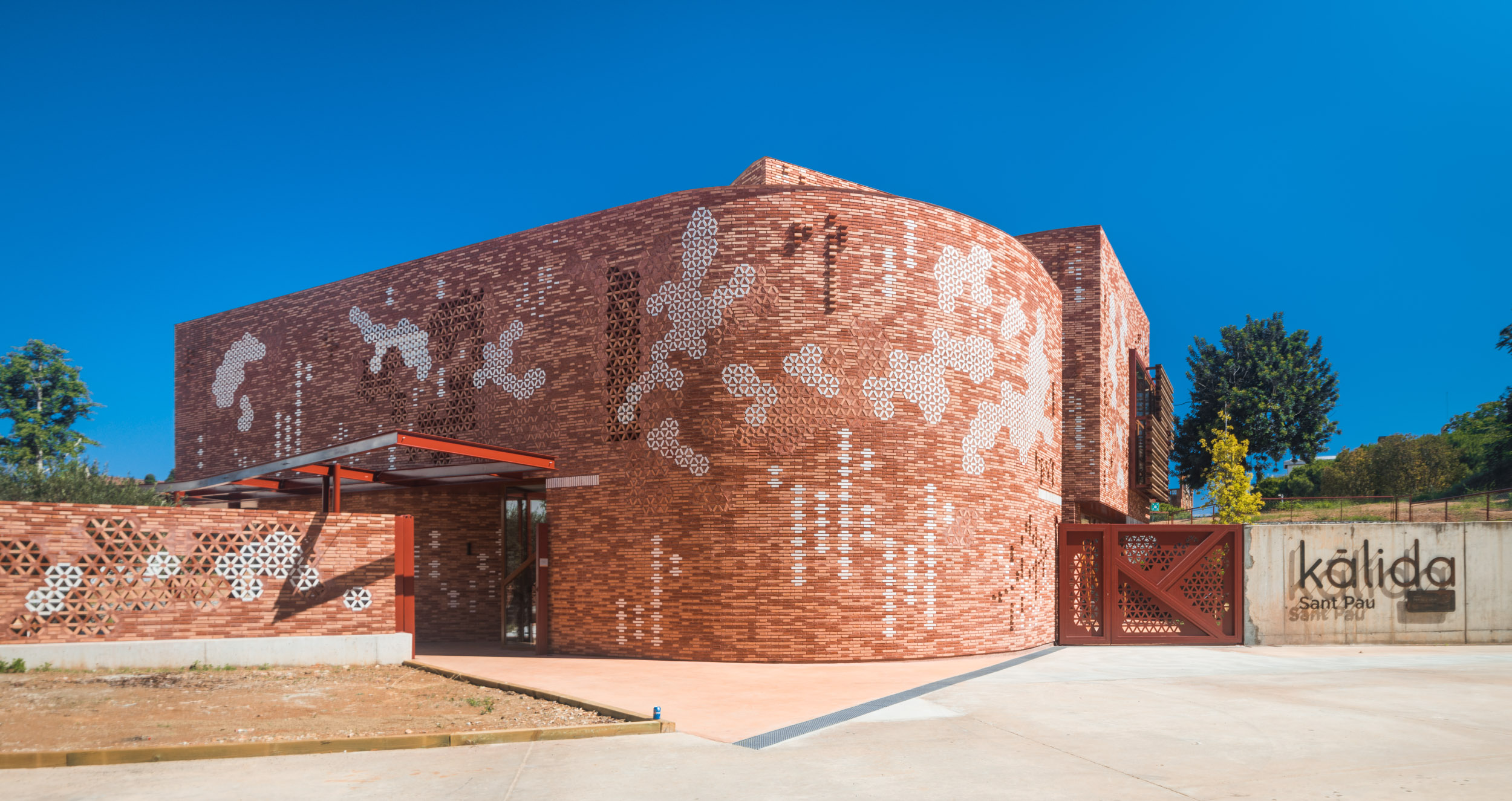

La Fundació Privada Kālida és una fundació privada sense ànim de lucre, constituïda l'any 2016 a Barcelona amb l'impuls de la Fundació Privada Nous Cims i la Fundació Privada Hospital de la Santa Creu i Sant Pau
La Fundació Kālida promou un model d'assistència psicosocial, per a pacients amb càncer, centrat en la persona. El seu objectiu és crear centres, situats a pocs metres dels Serveis d'Oncologia dels hospitals públics de referència en tractaments del càncer, amb espais per acollir i acompanyar les persones que ho necessitin així com als seus familiars, amics o cuidadors. En ells trobaran suport pràctic, emocional i social, un ambient agradable especialment dissenyat per a sentir-se acompanyades, informades i compreses. Aquest servei, totalment gratuït, té com a finalitat complementar els tractaments mèdics dels hospitals i s'inspira en el model d'atenció psicosocial de l'ONG escocesa Maggie's, formant part de la seva xarxa internacional de centres.
El primer centre en inaugurar fou 'Kālida Sant Pau', que obrí les portes el mes de maig de 2019, fou dissenyat per l'arquitecta Benedetta Tagliabue i amb interiors de Patricia Urquiola, i està situat dins del Recinte Històric de l'Hospital de la Santa Creu i Sant Pau de Barcelona, adjacent a l'Hospital de dia i les Consultes Externes d’Oncologia i Hematologia. Des de la seva inauguració el 2019, en els seus dos primers anys d'existència, va rebre més de 25.000 visites i atengué més de 3.000 persones.
L'abril del 2022 la Junta del Foment de les Arts i el Disseny (FAD) atorgà la Medalla del FAD 2022 a la Fundació Kalida per haver aconseguir "humanitzar" espais a través del disseny amb la seva aposta pel disseny com una eina per millorar el benestar de les persones amb càncer, bé siguin pacients, cuidadors, familiars o amics. El FAD reconeix així la importància de l'entorn en el procés de curació i per assumir el desafiament d'humanitzar els espais a través del disseny. La medalla de reconeixement fou recollida pel president de la fundació, Germán Castejón, i per Benedetta Tagliabue, l'arquitecta del centre.